# Anacroneuria camposi
Anacroneuria camposi är en bäcksländeart som först beskrevs av Banks 1920.  Anacroneuria camposi ingår i släktet Anacroneuria och familjen jättebäcksländor. Inga underarter finns listade i Catalogue of Life.